# دان ستيفنز (موسيقي)
دان ستيفنز (بالإنجليزية: Dan Stevens)‏ هو موسيقي أمريكي، ولد في 19 أكتوبر 1978.

## وصلات خارجية
- دان ستيفنز على موقع ميوزك برينز (الإنجليزية)
- دان ستيفنز على موقع ديسكوغز (الإنجليزية)